# سيستينو
سيستينو هي كومونا تقع في مقاطعة أريتسو، توسكانا، إيطاليا.